# Episcopio (Lecce)
L'Episcopio è il palazzo in cui ha la residenza l'arcivescovo di Lecce. È situato nella centralissima Piazza del Duomo.

## Storia
La costruzione originaria del palazzo risale al XV secolo, al tempo del vescovo Guidano. Venne ricostruito a cavallo dei secoli XVI-XVII per volontà del vescovo Scipione Spina. Nel XVIII secolo fu oggetto di alcuni lavori che ne abbellirono il prospetto e ne ingrandirono gli ambienti. Nel 1758 venne costruita la facciata da Emanuele Manieri. L'architetto leccese eliminò la scala esterna, e fece del prospetto un capolavoro del barocco.

## Descrizione
Il prospetto dell'Episcopio si dispone ad angolo retto e si allinea, pertanto, a destra del Seminario e a sinistra del Duomo. Sia le nove arcate del lato destro che le sei del lato opposto (3 + 3) sono intercalate da colonne doriche. Considerando il prospetto si nota, sul portale lo stemma del vescovo Sozi Carafa, al secondo ordine, tre nicchie in cui sono ospitate statue (quella della Vergine al centro), mentre il fastigio contiene un orologio del 1761 realizzato dal leccese Domenico Panico.
All'interno del palazzo vi sono gli appartamenti di rappresentanza, nei quali sono stati ospitati i sovrani di Napoli nel 1797 e Papa Giovanni Paolo II nel 1994, con una vasta galleria, quelli di abitazione dell'arcivescovo e gli uffici della Curia diocesana.
Nella galleria è possibile ammirare la statua policroma dell'Assunta e alcuni dipinti, tra i quali una Vergine col Bambino del Catalano, la Crocifissione di San Pietro di Luca Giordano, una tavola veneziana della Vergine col Bambino ed una Sacra Famiglia, entrambe provenienti dalla Chiesa del Carmine.